# 拉斐拉·阿布爾格格

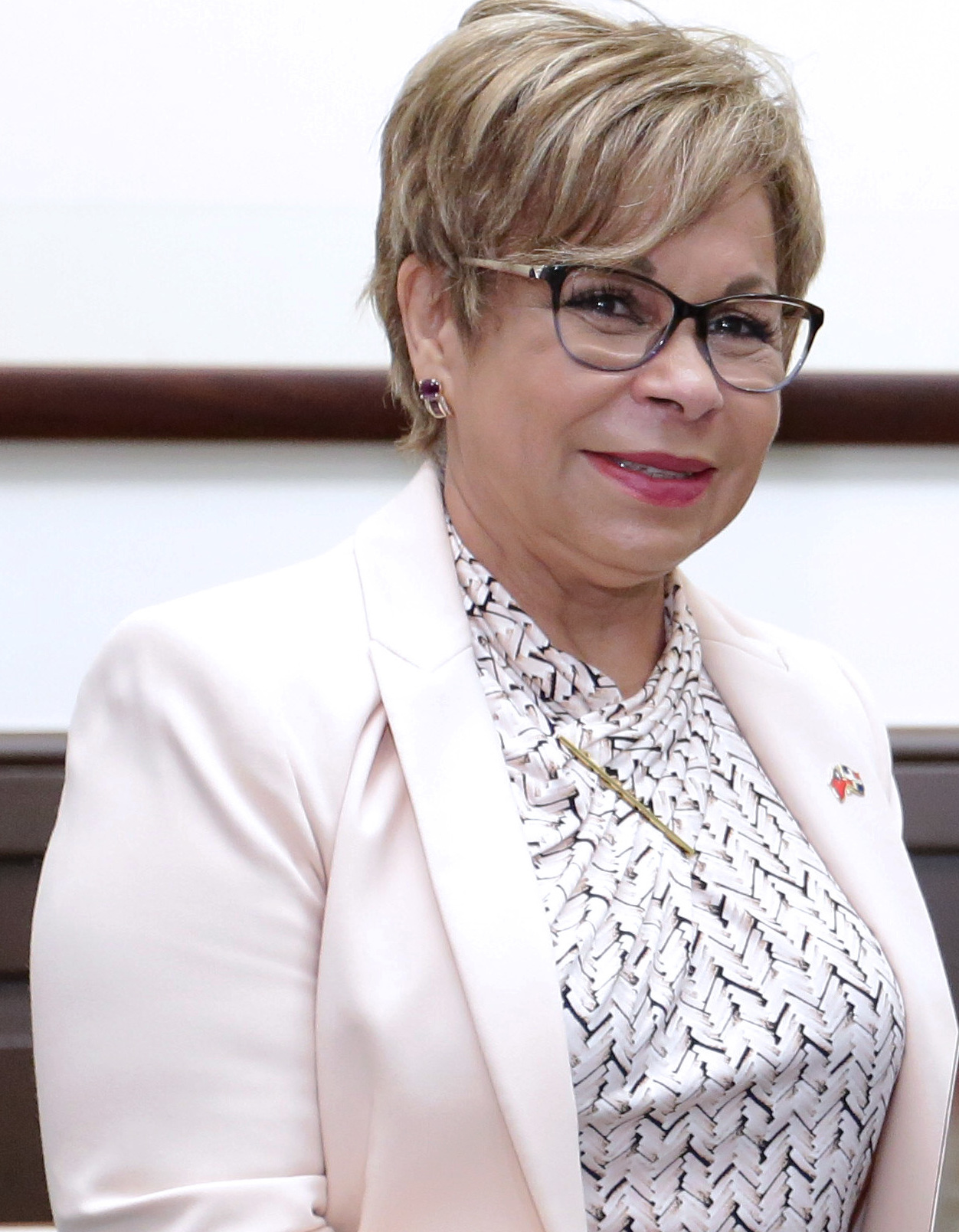
阿布爾格格

拉斐拉·“莉拉”·阿布爾格格·岡薩雷斯（西班牙語：Rafaela ‘Lila’ Alburquerque de González，1947年9月19日—），多明尼加共和國政治人物，曾於2011至2017年間在台灣擔任多明尼加駐中華民國大使。

## 生平
她出生於聖彼德省的聖何塞德洛斯利亞諾斯，是克勞迪奧·曼努埃爾·阿布爾格格·弗里亞斯（ Claudio Manuel Alburquerque Frías）和伊莎貝爾·卡斯特羅（ Isabel Castro）的女兒。1985年畢業於多明尼加中央东方大学（Universidad Central del Este），並取得了法學博士學位。歷任法官、議員、眾議員、駐比利時領事、駐德國漢堡總領事等職務。
她曾是多明尼加的第一位女性眾議院議長。已婚，夫婿是拉斐爾·托馬斯·岡薩雷斯（Rafael Tomás González Tejada），多明尼加海軍將領出身，曾於2002年隨同阿布爾格格訪問台灣。
她的所屬政黨是基督教社会改革党（Partido Reformista Social Cristiano）。

## 爭議
2016年，她被多明尼加媒體揭露，同時擔任國會議員與兼任駐台大使，又同時領取議員與外交官的薪水，但多明尼加的法律不允許公務員拿雙俸。之後，在眾議院的要求下，她返還了大使的薪水，約當美金2萬至3萬間。